# رصاصية أوروبية
الرصاصية الأوروبية أو جوز الرُّعيان أو حشيشة الأسنان أو شجرة البَهَق أو تُملول أو خامشة أو طُمْلُك  أو حشيشة رصاصية (باللاتينية: Plumbago europaea) هو نوع نباتي ينتمي إلى جنس الرصاصية من الفصيلة الرصاصية.

## الموئل والانتشار
موطنه حوض البحر الأبيض المتوسط من المشرق العربي إلى المغرب العربي مروراً بجنوب أوروبا.